# Copa del Rey
Cupa Regelui (Copa del Rey) este o competiție anuală între echipele spaniole. Numele ei complet este Cupa Maiestății Sale Regele (Copa de Su Majestad El Rey), cu referire la Regele Spaniei. A început să funcționeze ca o competiție din 1902. Inițial a fost cunoscută sub numele Cupa Consiliului Orașului Madrid (Copa del Ayuntamiento de Madrid). Între 1905 și 1932, a fost cunoscută ca fiind Cupa Maiestății Sale Regele Alfonso al XIII-lea (Copa de Su Majestad El Rey Alfonso XIII). În timpul celei de-a doua republici spaniole a fost cunoscută sub denumirea de Cupa Președintelui Republicii (Copa del Presidente de la República) sau Cupa Spaniei (Copa de España) pentru scurt timp, iar în timpul dictatoriatului lui Francisco Franco a fost cunoscută ca fiind Cupa Excelenței Sale Generalul Suprem (Copa de Su Excelencia El Generalísimo) sau Cupa Generalului Suprem (Copa del Generalísimo). Echipele din diviziile superioare și din cele inferioare joacă între ele, numărul cluburilor participante fiind limitat.

## Organizarea concursului
În prezent, doar cele 20 de echipe din La Liga -prima divizie, 21 de echipe din La Liga 2 -a doua divizie, 24 de echipe din Segunda B -a treia divizie, precum și cei 18 campioni ai Tercera División -a patra divizie (sau vicecampionii dacă câștigătorii sunt a doua echipă a clubului din care fac parte) se pot angaja în competiție. Ediția 2009-2010 a fost jucată de 83 de echipe.
Până în sferturile de finală inclusiv, rundele se joacă pe terenul echipei care joacă în cea mai mică divizie într-o singură manșă. Cluburile din Segunda División intră în runda a doua (cu 64- de echipe rămase), în timp ce cluburile din Primera División intră în competiție din a treia rundă (cu 32- de echipe rămase), cu excepția celor patru cluburi care participă în Supercupa Spaniei, care sunt integrați în etapa celei de-a patra (cu 16- echipe rămase). Cele două semifinale se joacă în meciuri cu două manșe, în timp ce finala se joacă într-un singur meci și pe teren neutru. Clubul câștigător al competiției se califică pentru Europa League și participă la Supercupa Spaniei în sezonul următor alături de finalista Cupei Spaniei, campioana și vicecampiona primei diviziei.

## Stadioane
Stadionul Santiago Bernabéu din Madrid a găzduit 36 de finale ale Copa del Rey, mai mult decât oricare alt stadion. Între 1948 și 1973, au fost doar trei ocazii când finala nu s-a ținut pe Bernabéu - Estadi Olímpic Lluís Companys în 1957 și Camp Nou în 1963 și 1970. Real Madrid a jucat 8 finale de cupă acasă, câștigând două.

## Rezultate
| Finala | Campioană | Scor | Finalistă | Finala | Campioană | Scor | Finalistă |
| ------ | --------- | ---- | --------- | ------ | --------- | ---- | --------- |

| 2029 |             |       |                 | 2030 |                   |       |          |
| 2027 |             |       |                 | 2028 |                   |       |          |
| 2025 | Barcelona   | 3 - 2 | Real Madrid     | 2026 |                   |       |          |
| 2023 | Real Madrid | 2 - 1 | Osasuna         | 2024 | Athletic Bilbao ‡ | 1 - 1 | Mallorca |
| 2021 | Barcelona   | 4 - 0 | Athletic Bilbao | 2022 | Betis ‡           | 1 - 1 | Valencia |

| 2019 | Valencia        | 2 - 1 | Barcelona       | 2020 | Real Sociedad | 1 - 0 | Athletic Bilbao |
| 2017 | Barcelona       | 3 - 1 | Alavés          | 2018 | Barcelona     | 5 - 0 | Sevilla         |
| 2015 | Barcelona       | 3 - 1 | Athletic Bilbao | 2016 | Barcelona     | 2 - 0 | Sevilla         |
| 2013 | Atlético Madrid | 2 - 1 | Real Madrid     | 2014 | Real Madrid   | 2 - 1 | Barcelona       |
| 2011 | Real Madrid     | 1 - 0 | Barcelona       | 2012 | Barcelona     | 3 - 0 | Athletic Bilbao |
| 2009 | Barcelona       | 4 - 1 | Athletic Bilbao | 2010 | Sevilla       | 2 - 0 | Atlético Madrid |
| 2007 | Sevilla         | 1 - 0 | Getafe          | 2008 | Valencia      | 3 - 1 | Getafe          |
| 2005 | Betis           | 2 - 1 | Osasuna         | 2006 | Espanyol      | 4 - 1 | Zaragoza        |
| 2003 | Mallorca        | 3 - 0 | Recreativo      | 2004 | Zaragoza      | 3 - 2 | Real Madrid     |
| 2001 | Zaragoza        | 3 - 1 | Celta Vigo      | 2002 | La Coruña     | 2 - 1 | Real Madrid     |

| 1999 | Valencia        | 3 - 0 | Atlético Madrid | 2000 | Espanyol        | 2 - 1 | Atlético Madrid |
| 1997 | Barcelona       | 3 - 2 | Betis           | 1998 | Barcelona ‡     | 1 - 1 | Mallorca        |
| 1995 | La Coruña       | 2 - 1 | Valencia        | 1996 | Atlético Madrid | 1 - 0 | Barcelona       |
| 1993 | Real Madrid     | 2 - 0 | Zaragoza        | 1994 | Zaragoza ‡      | 0 - 0 | Celta Vigo      |
| 1991 | Atlético Madrid | 1 - 0 | Mallorca        | 1992 | Atlético Madrid | 2 - 0 | Real Madrid     |
| 1989 | Real Madrid     | 1 - 0 | Valladolid      | 1990 | Barcelona       | 2 - 0 | Real Madrid     |
| 1987 | Real Sociedad ‡ | 2 - 2 | Atlético Madrid | 1988 | Barcelona       | 1 - 0 | Real Sociedad   |
| 1985 | Atlético Madrid | 2 - 1 | Athletic Bilbao | 1986 | Zaragoza        | 1 - 0 | Barcelona       |
| 1983 | Barcelona       | 2 - 1 | Real Madrid     | 1984 | Athletic Bilbao | 1 - 0 | Barcelona       |
| 1981 | Barcelona       | 3 - 1 | Gijón           | 1982 | Real Madrid     | 2 - 1 | Gijón           |

| 1979 | Valencia        | 2 - 0 | Real Madrid     | 1980 | Real Madrid     | 6 - 1 | Real Castilla ‡‡ |
| 1977 | Betis ‡         | 2 - 2 | Athletic Bilbao | 1978 | Barcelona       | 3 - 1 | Las Palmas       |
| 1975 | Real Madrid ‡   | 0 - 0 | Atlético Madrid | 1976 | Atlético Madrid | 1 - 0 | Zaragoza         |
| 1973 | Athletic Bilbao | 2 - 0 | CD Castellón    | 1974 | Real Madrid     | 4 - 0 | Barcelona        |
| 1971 | Barcelona       | 4 - 3 | Valencia        | 1972 | Atlético Madrid | 2 - 1 | Valencia         |
| 1969 | Athletic Bilbao | 1 - 0 | Elche           | 1970 | Real Madrid     | 3 - 1 | Valencia         |
| 1967 | Valencia        | 2 - 1 | Athletic Bilbao | 1968 | Barcelona       | 1 - 0 | Real Madrid      |
| 1965 | Atlético Madrid | 1 - 0 | Zaragoza        | 1966 | Zaragoza        | 2 - 0 | Athletic Bilbao  |
| 1963 | Barcelona       | 3 - 1 | Zaragoza        | 1964 | Zaragoza        | 2 - 1 | Atlético Madrid  |
| 1961 | Atlético Madrid | 3 - 2 | Real Madrid     | 1962 | Real Madrid     | 2 - 1 | Sevilla          |

| 1959 | Barcelona       | 4 - 1 | Granada         | 1960 | Atlético Madrid | 3 - 1 | Real Madrid     |
| 1957 | Barcelona       | 1 - 0 | Espanyol        | 1958 | Athletic Bilbao | 2 - 0 | Real Madrid     |
| 1955 | Athletic Bilbao | 1 - 0 | Sevilla         | 1956 | Athletic Bilbao | 2 - 1 | Atlético Madrid |
| 1953 | Barcelona       | 2 - 1 | Athletic Bilbao | 1954 | Valencia        | 3 - 0 | Barcelona       |
| 1951 | Barcelona       | 3 - 0 | Real Sociedad   | 1952 | Barcelona       | 4 - 2 | Valencia        |
| 1949 | Valencia        | 1 - 0 | Athletic Bilbao | 1950 | Athletic Bilbao | 4 - 1 | Valladolid      |
| 1947 | Real Madrid     | 2 - 0 | Espanyol        | 1948 | Sevilla         | 4 - 1 | Celta Vigo      |
| 1945 | Athletic Bilbao | 3 - 2 | Valencia        | 1946 | Real Madrid     | 3 - 1 | Valencia        |
| 1943 | Athletic Bilbao | 1 - 0 | Real Madrid     | 1944 | Athletic Bilbao | 2 - 0 | Valencia        |
| 1941 | Valencia        | 3 - 1 | Espanyol        | 1942 | Barcelona       | 4 - 3 | Athletic Bilbao |

| 1939   | Sevilla                | 6 - 2      | Racing Ferrol   | 1940   | Espanyol               | 3 - 2      | Real Madrid     |
| 1937   | Nu s-a jucat din cauza | războiului | civil spaniol.  | 1938   | Nu s-a jucat din cauza | războiului | civil spaniol.  |
| 1935   | Sevilla                | 3 - 0      | Sabadell⁠(d)     | 1936   | Real Madrid            | 2 - 1      | Barcelona       |
| 1933   | Athletic Bilbao        | 2 - 1      | Real Madrid     | 1934   | Real Madrid            | 2 - 1      | Valencia        |
| 1931   | Athletic Bilbao        | 3 - 1      | Betis           | 1932   | Athletic Bilbao        | 1 - 0      | Barcelona       |
| 1929   | Espanyol               | 2 - 1      | Real Madrid     | 1930   | Athletic Bilbao        | 3 - 2      | Real Madrid     |
| 1927   | Real Unión             | 1 - 0      | Arenas          | 1928   | Barcelona              | 3 - 1      | Reel Sociedad   |
| 1925   | Barcelona              | 2 - 0      | Arenas          | 1926   | Barcelona              | 3 - 2      | Atlético Madrid |
| 1923   | Athletic Bilbao        | 1 - 0      | CE Europa       | 1924   | Real Unión             | 1 - 0      | Real Madrid     |
| 1921   | Athletic Bilbao        | 4 - 1      | Atlético Madrid | 1922   | Barcelona              | 5 - 1      | Real Unión      |
| 1919   | Arenas                 | 5 - 2      | Barcelona       | 1920   | Barcelona              | 2 - 0      | Athletic Bilbao |
| 1917   | Real Madrid            | 2 - 1      | Arenas          | 1918   | Real Unión             | 2 - 0      | Real Madrid     |
| 1915   | Athletic Bilbao        | 5 - 0      | Espanyol        | 1916   | Athletic Bilbao        | 4 - 0      | Real Madrid     |
| 1913-b | Real Unión             | 1 - 0      | Athletic Bilbao | 1914   | Athletic Bilbao        | 2 - 1      | España          |
| 1913-a | Barcelona              | 2 - 1      | Real Sociedad   | 1912   | Barcelona              | 2 - 0      | Gimnástica      |
| 1911   | Athletic Bilbao        | 3 - 1      | Espanyol        | 1910-b | Athletic Bilbao        | 1 - 0      | Real Sociedad   |
| 1909   | Real Sociedad          | 3 - 1      | Español Madrid  | 1910-a | Barcelona              | 3 - 2      | Español Madrid  |
| 1907   | Real Madrid            | 1 - 0      | Bizcaya         | 1908   | Real Madrid            | 2 - 1      | Celta Vigo      |
| 1905   | Real Madrid            | 1 - 0      | Athletic Bilbao | 1906   | Real Madrid            | 4 - 1      | Athletic Bilbao |
| 1903   | Athletic Bilbao        | 3 - 2      | Real Madrid     | 1904   | Athletic Bilbao        |            | Español Madrid  |

## Câștigători și finaliști
| Clasament după numărul de trofee | Clasament după numărul de trofee | Clasament după numărul de trofee | Clasament după numărul de trofee | Clasament după numărul de trofee | Clasament după numărul de trofee |
| Club Sportiv                     | Trofee                           | Ultima cupă câștigată            | Finalistă                        | Ultima finală pierdută           | Finale jucate                    |
| -------------------------------- | -------------------------------- | -------------------------------- | -------------------------------- | -------------------------------- | -------------------------------- |
| Barcelona                        | 32                               | 2025                             | 11                               | 2019                             | 43                               |
| Athletic Bilbao                  | 24                               | 2024                             | 16                               | 2021                             | 40                               |
| Real Madrid                      | 20                               | 2023                             | 22                               | 2025                             | 42                               |
| Atlético Madrid                  | 10                               | 2013                             | 9                                | 2010                             | 19                               |
| Valencia                         | 8                                | 2019                             | 10                               | 2022                             | 18                               |
| Zaragoza                         | 6                                | 2004                             | 5                                | 2006                             | 11                               |
| Sevilla                          | 5                                | 2010                             | 4                                | 2018                             | 9                                |
| Espanyol                         | 4                                | 2006                             | 5                                | 1957                             | 9                                |
| Real Unión                       | 4                                | 1927                             | 1                                | 1922                             | 5                                |
| Real Sociedad                    | 3                                | 2020                             | 5                                | 1988                             | 8                                |
| Betis                            | 3                                | 2022                             | 2                                | 1997                             | 5                                |
| La Coruña                        | 2                                | 2002                             | -                                |                                  | 2                                |
| Arenas Getxo                     | 1                                | 1919                             | 3                                | 1927                             | 4                                |
| Mallorca                         | 1                                | 2003                             | 3                                | 2024                             | 4                                |
| Español Madrid                   | -                                |                                  | 3                                | 1910                             | 3                                |
| Celta Vigo                       | -                                |                                  | 3                                | 2001                             | 3                                |
| Gijón                            | -                                |                                  | 2                                | 1982                             | 2                                |
| Valladolid                       | -                                |                                  | 2                                | 1989                             | 2                                |
| Getafe                           | -                                |                                  | 2                                | 2008                             | 2                                |
| Osasuna                          | -                                |                                  | 2                                | 2023                             | 2                                |
| Bizcaya                          | -                                |                                  | 1                                | 1907                             | 1                                |
| Real Vigo                        | -                                |                                  | 1                                | 1908                             | 1                                |
| Gimnástica                       | -                                |                                  | 1                                | 1912                             | 1                                |
| Espanya                          | -                                |                                  | 1                                | 1914                             | 1                                |
| CE Europa                        | -                                |                                  | 1                                | 1923                             | 1                                |
| Sabadell⁠(d)                      | -                                |                                  | 1                                | 1935                             | 1                                |
| Racing Ferrol                    | -                                |                                  | 1                                | 1939                             | 1                                |
| Granada                          | -                                |                                  | 1                                | 1959                             | 1                                |
| Elche                            | -                                |                                  | 1                                | 1969                             | 1                                |
| CD Castellón                     | -                                |                                  | 1                                | 1973                             | 1                                |
| Las Palmas                       | -                                |                                  | 1                                | 1978                             | 1                                |
| Real Castilla                    | -                                |                                  | 1                                | 1980                             | 1                                |
| Recreativo                       | -                                |                                  | 1                                | 2003                             | 1                                |
| Alavés                           | -                                |                                  | 1                                | 2017                             | 1                                |

## Semifinale

### După club
- Tabel cu echipele care au jucat cel puțin o semifinală în Copa del Rey. Real Madrid, Barcelona, Athletic Bilbao, Atlético Madrid și Valencia, au dominat clar această competiție, încă de la începutul ei, fiecare acumulând un număr mare de prezențe în semifinale.

| Club Sportiv | Apariții | Sezoane |
| --- | -------- | --- |
| Barcelona | 61       | 1909, 1912, 1916, 1919, 1920, 1922, 1924, 1925, 1926, 1927, 1928, 1929, 1930, 1932, 1936, 1942, 1943, 1949, 1951, 1952, 1953, 1954, 1955, 1957, 1958, 1959, 1963, 1964, 1966, 1968, 1971, 1974, 1978, 1981, 1983, 1984, 1986, 1988, 1990, 1991, 1993, 1996, 1997, 1998, 2000, 2001, 2007, 2008, 2009, 2011, 2012, 2013, 2014, 2015, 2016, 2017, 2018, 2019, 2021, 2023, 2025 |
| Real Madrid | 58       | 1904, 1913, 1916, 1917, 1918, 1922, 1924, 1927, 1929, 1930, 1933, 1934, 1936, 1940, 1943, 1946, 1947, 1950, 1951, 1952, 1953, 1954, 1955, 1956, 1958, 1959, 1960, 1961, 1962, 1963, 1968, 1970, 1972, 1974, 1975, 1979, 1980, 1982, 1983, 1984, 1986, 1987, 1988, 1989, 1990, 1992, 1993, 1999, 2000, 2002, 2004, 2006, 2011, 2013, 2014, 2019, 2023, 2025                   |
| Athletic Bilbao | 50       | 1911, 1913, 1914, 1915, 1920, 1921, 1923, 1924, 1929, 1930, 1931, 1932, 1933, 1942, 1943, 1944, 1945, 1947, 1949, 1950, 1951, 1953, 1955, 1956, 1958, 1960, 1965, 1966, 1967, 1969, 1970, 1972, 1973, 1975, 1977, 1981, 1984, 1985, 1986, 1987, 2002, 2005, 2009, 2012, 2015, 2020, 2021, 2022, 2023, 2024                                                                   |
| Valencia | 33       | 1933, 1934, 1940, 1941, 1942, 1943, 1944, 1945, 1946, 1949, 1950, 1952, 1954, 1957, 1959, 1962, 1964, 1967, 1970, 1971, 1972, 1979, 1990, 1993, 1995, 1996, 1999, 2008, 2012, 2016, 2018, 2019, 2022 |
| Atlético Madrid | 33       | 1921, 1925, 1926, 1944, 1953, 1956, 1960, 1961, 1964, 1965, 1968, 1971, 1972, 1974, 1975, 1976, 1980, 1985, 1987, 1989, 1991, 1992, 1996, 1999, 2000, 2001, 2005, 2010, 2013, 2014, 2017, 2024, 2025 |
| Sevilla | 21       | 1919, 1921, 1935, 1939, 1946, 1948, 1954, 1955, 1962, 1971, 1979, 1981, 2004, 2007, 2009, 2010, 2011, 2013, 2016, 2018, 2021 |
| Espanyol | 19       | 1911, 1915, 1929, 1930, 1932, 1933, 1940, 1941, 1945, 1947, 1948, 1949, 1956, 1957, 1977, 1996, 2000, 2006, 2015 |
| Real Sociedad | 19       | 1923, 1928, 1941, 1948, 1951, 1957, 1958, 1965, 1969, 1976, 1978, 1982, 1983, 1987, 1988, 2014, 2020, 2024, 2025 |
| Zaragoza | 17       | 1940, 1962, 1963, 1964, 1965, 1966, 1970, 1975, 1976, 1985, 1986, 1993, 1994, 1998, 2001, 2004, 2006 |
| Betis | 12       | 1931, 1934, 1961, 1966, 1976, 1977, 1985, 1994, 1997, 2005, 2019, 2022 |
| Gijón | 11       | 1922, 1923, 1973, 1978, 1980, 1981, 1982, 1983, 1991, 1992, 1995 |
| Celta Vigo | 11       | 1925, 1926, 1932, 1941, 1948, 1968, 1994, 1997, 2001, 2016, 2017 |
| Real Unión | 9        | 1912, 1913, 1918, 1920, 1921, 1922, 1924, 1926, 1927 |
| La Coruña | 8        | 1989, 1992, 1995, 1999, 2002, 2003, 2006, 2007 |
| Valladolid | 6        | 1942, 1950, 1952, 1961, 1979, 1989 |
| Osasuna | 6        | 1935, 1936, 1988, 2003, 2005, 2023 |
| Arenas | 5        | 1917, 1919, 1925, 1927, 1931 |
| Alavés | 5        | 1928, 1939, 1998, 2004, 2017 |
| Mallorca | 5        | 1991, 1998, 2003, 2009, 2024 |
| Granada | 4        | 1945, 1959, 1969, 2020 |
| Las Palmas | 4        | 1974, 1978, 1984, 1997 |
| Elche | 3        | 1960, 1967, 1969 |
| Getafe | 3        | 2007, 2008, 2010 |
| Recreativo | 2        | 1918, 2003 |
| Real Oviedo | 2        | 1934, 1946 |
| Levante | 2        | 1935, 2021 |
| Rayo Vallecano | 2        | 1982, 2022 |
| Santander | 2        | 2008, 2010 |
| Mirandés | 2        | 2012, 2020 |
| CE Europa | 1        | 1923 |
| Sabadell⁠(d) | 1        | 1935 |
| Hércules Alicante | 1        | 1936 |
| Racing Ferrol | 1        | 1939 |
| Barakaldo | 1        | 1939 |
| Real Murcia | 1        | 1944 |
| Gimnàstic | 1        | 1947 |
| Córdoba | 1        | 1967 |
| Málaga | 1        | 1973 |
| CD Castellón | 1        | 1973 |
| Real Castilla a | 1        | 1980 |
| Cádiz | 1        | 1990 |
| Tenerife | 1        | 1994 |
| Albacete⁠(d) | 1        | 1995 |
| Figueres | 1        | 2002 |
| Almería | 1        | 2011 |
| Villarreal | 1        | 2015 |
| Leganés | 1        | 2018 |
| Cele mai multe prezențe în semifinale : Barcelona = 61, Real Madrid = 58, Athletic Bilbao = 50 ! Inclusiv 2025 \| Litera a = Echipa a doua a clubului | 1        | |

### Consecutiv
- Echipele care au jucat consecutiv patru sau mai multe semifinale.

| Club Sportiv    | Consecutiv                                           | Total |
| --------------- | ---------------------------------------------------- | ----- |
| Barcelona       | 2011, 2012, 2013, 2014, 2015, 2016, 2017, 2018, 2019 | 9     |
| Barcelona       | 1924, 1925, 1926, 1927, 1928, 1929, 1930             | 7     |
| Real Madrid     | 1950, 1951, 1952, 1953, 1954, 1955, 1956             | 7     |
| Real Madrid     | 1958, 1959, 1960, 1961, 1962, 1963                   | 6     |
| Zaragoza        | 1962, 1963, 1964, 1965, 1966,                        | 5     |
| Athletic Bilbao | 1929, 1930, 1931, 1932, 1933                         | 5     |
| Athletic Bilbao | 2020, 2021, 2022, 2023, 2024                         | 5     |
| Gijón           | 1980, 1981, 1982, 1983                               | 4     |

### Alte cluburi
- Echipele care au jucat, o semifinală în Copa del Rey, dar care s-au desființat sau din alte motive, astăzi ele nu mai există în fotbalul spaniol.

| Club Sportiv      | Apariții | Sezoane                | Motiv / An                  | Club Sportiv | Apariții | Sezoane | Motiv / An             |
| ----------------- | -------- | ---------------------- | --------------------------- | ------------ | -------- | ------- | ---------------------- |
| Gimnástica        | 4        | 1911, 1912, 1914, 1915 | S-au dizolvat în 1928, 1932 | Moncloa      | 1        | 1904    | S-a desființat în 1907 |
| España            | 4        | 1912, 1913, 1914, 1917 | S-au dizolvat în 1928, 1932 | Ciclista     | 1        | 1909    | Succedat în 1909       |
| Real Vigo         | 4        | 1914, 1917, 1919, 1920 | A fuzionat în 1923          | Galicia      | 1        | 1909    | Fără date              |
| Español de Madrid | 2        | 1904, 1909             | S-a dizolvat în 1913        | Caballería   | 1        | 1911    | Fără date              |
| Fortuna Vigo      | 2        | 1915, 1918             | A fuzionat în 1923          | CD Logroño   | 1        | 1931    | Succedat în 1935       |
| Iberia            | 1        | 1904                   | S-a desființat în 1907      | Salamanca    | 1        | 1977    | S-a dizolvat în 2013   |

## Referință
1. ↑  Football News | Real Madrid CF